# Polnische Historische Mission
Die Polnische Historische Mission ist eine wissenschaftliche Einrichtung der Nikolaus-Kopernikus-Universität Toruń, Polen, die organisatorisch mit der Fakultät der Geschichtswissenschaften verbunden und an der Julius-Maximilians-Universität Würzburg aufgrund eines Kooperationsvertrags angesiedelt ist. 

## Überblick
Die Polnische Historische Mission wurde am 1. August 2001 unter Mitwirkung der Historiker der Nikolaus-Kopernikus-Universität in Thorn ins Leben gerufen und am Max-Planck-Institut für Geschichte in Göttingen angesiedelt. Ihr Ziel war die Manifestierung der Kooperation zwischen polnischen und deutschen Historikern und darüber hinaus die Förderung der Zusammenarbeit mit Wissenschaftlern aus anderen Ländern. Dieses Anliegen wurde bis 2008 erfolgreich realisiert. Die Schließung des Max-Planck-Instituts für Geschichte in Göttingen erforderte die Suche nach neuen Standorten für die Mission. Die Mitglieder des Wissenschaftlichen Beirats entschieden sich zu Beginn des Jahres 2009 für einen Wechsel der polnischen Wissenschaftseinrichtung nach Würzburg, wo bisherige Projekte fortgesetzt und neue Aufgaben realisiert werden können.
Im September 2009 wurde die Tätigkeit der Polnischen Historischen Mission in Würzburg eröffnet. Sie befindet sich zurzeit an der dortigen Julius-Maximilians-Universität.